# Lotar Supplinburški
Lotar Supplinburški, Lotar III. ali II., cesar Svetega rimskega cesarstva, nemški kralj, saški vojvoda, * pred 9. junij 1075, Lutterloh, † 3. december 1137, Breitenwang, Tirolska.
Lotar je kot saški grof sodeloval v uporu mladega Henrika V. proti očetu, cesarju Henrku IV. Kot saški vojvoda je utrjeval svojo vojvodsko oblast in širil vojvodino z osvajanjem sosednjih slovanskih ozemelj. Razšel se je s Henrikom V. in postal ob mainškemu nadškofu Adalbertu eden od glavnih vodij opozicije proti kralju. Po Henrikovi smrti so mu cerkveni knezi pomagali k izvolitvi za njegovega naslednika. Kot kralj je veliko energije vložil v boj proti rodbini Štaufovcem, ki so se imeli za salijske dediče, in (na pobudo papeža Inocenca II.) v boj z normanskim vladarjem Rogerijem II. Sicilskim, ki je zasedel vso južno Italijo in podpiral protipapeža Anakleta II. Medtem ko so Lotarjevi prodori proti severu in vzhodu imeli daljnosežne posledice in so pomenili ponoven zagon nemške kolonizacije slovanskih ozemelj, pa prodor nemške vojske vse do juga Italije ni imel trajnejših posledic; ni uspel pregnati protipapeža iz Rima, Rogerij Sicilski pa je takoj po Lotarjevem odhodu ponovno zavladal v južni Italiji.
Lotar ni imel sina. Cerkveni knezi so po njegovi smrti omogočili štaufovskemu tekmecu, da je postal nemški kralj Konrad III.

## Poreklo
Lotarjev oče, grof Gabhard Supplinburški je pripadal tistemu delu visokega saškega plemstva, ki je nasprotovalo cesarju Henriku IV. Njegova mati, Hedvika Formbaška je bila hči Gertrude Haldenslebenške, ki je bila v drugem zakonu poročena s saškim vojvodo Ordulfom. Po navedbi stare Büntinške kronike je bil Lotarjev rojstni kralj Lutterloh v občini Südheide (danes na Spodnjem Saškem). Njegov oče je padel kmalu po Lotarjevem rojstvu v bitki proti Henriku IV. pri Homburgu ob reki Unstrut (9. junija 1075); ta datum približno določa Lotarjev rojstni datum. Lotar je rasel na supllinburškem gradu, ki je bil tudi sedež njegovega plemena.

## Supplinburški grof
Kot njegov oče je bil tudi mladi Lotar na strani cesarjevih nasprotnikov. Leta 1088 se je bojeval ob Ekkbertu II. Meissenškem, ko se je ta na božični dan prebil iz obkoljenega gradu Gleichen in premagal cesarjevo vojsko. Pri tem je prišel bremenski nadškof Liemar v Lotarjevo ujetništvo in se je mogel odkupiti le tako, da je Lotarju v srebru plačal odkupnino in mu v upravljanje prepustil bremensko škofijo. Prednost, ki jo je s tem Lotar dobil pred ostalimi saškimi plemiči, je še povečal leta 1100, ko se je petindvajsetleten poročil s tedaj kakih štirinajst let staro Richenzo Northeimsko, hčerko Henrika Debelega in njegove žene Gertrude Mlajše Braunschweigske, zadnje dedinje brunonskega imetja. V tem času je bil tudi prvič imenovan v listinah kot comes Liutherus.
V letih 1104-06 je Lotar podpiral Henrika V. v boju za prestol proti očetu, cesarju Henriku IV. 

## Saški vojvoda
Po smrti Magnusa Billunga (1106), ki je umrl brez moškega naslednika, je nemški kralj Henrik V. vojvodino Saško podelil v fevd Lotarju, tedaj morda že najvplivnejšemu saškemu plemiču. Kot saški vojvoda je Lotar izkoristil vsako priložnost za večanje vojvodskega vpliva in za širjenje ozemlja vojvodine proti severu in vzhodu na slovanska ozemlja. Prvič po Otonu Velikem so nemški osvajalci in kolonizatorji prodrli vzhodno od Labe in vse do Odre. Znani so štirje pohodi proti Slovanom, v letih 1110, 1114, 1121, 1124/25. Lotar je skušal osvojena ozemlja upravljati kot del saške vojvodine, ne da bi pri tem iskal kraljevo soglasje. 
Takšna politika je vodila v razhajanje s kraljem. Njun odnos je sprva nekajkrat zanihal v eno in v drugo smer. Henrik je leta 1112 Lotarja odstavil in na mesto saškega vojvode imenoval grofa Otona Ballenstedtskega. Ker pa se je Lotar pokazal kot popustljiv in prilagodljiv, je Henrik strogi ukrep opustil in mu vojvodino vrnil. Toda mir med njima je bil le kratkotrajen. Naslednje leto se je Lotar ponovno dvignil proti kralju, a se že januarja 1114 v Mainzu, na slavnosti ob Henrikovi poroki z Matildo Angleško, vrgel pred kraljeve noge bos in v spokorniških oblačilih. Henrik mu je ponovno odpustil. A Lotar je bil še istega leta, skupaj z mainškim nadškofom Adalbertom I. in kölnskim nadškofom Friderikom na čelu zarotnikov proti kralju. Vojska zarotnikov je 11. februarja 1115 premagala kraljevo vojsko pri Welfesholzu pri Eislebnu, tudi zaradi Lotarjevih sposobnosti. Odtlej kralj na razmere na Saškem ni imel praktično nobenega vpliva več.
Lotar je v letih 1116 in 1117, po smrti stare matere Gertrude Haldenslebenške, Otona II, Northeimskega  in svakinje Gertrude Mlajše Braunschweigske, v svojih rokah združil supplinburške posesti s haldeslebenškimi, brunonskimi in velikim delom northeimskih posesti s težiščem v prostoru Braunschweig-Königslutter. Kot vojvoda je bil že priznan politični in vojaški voditelj saškega plemena. V cerkvenem sporu je bil na strani papeža. Pri njem so našli varno zavetje cerkveni knezi, ki niso hoteli priznat protipapeža Gregorja VIII.
Lotar je bil prvi saški vojvoda, ki je samostojno razpolagal z državnimi fevdi. Že leta 1110 je podelil državni fevd, grofijo Holstein, Adolfu I. Schauenburškemu. Leta 1123 je proti volji Henrika V. za mejnega grofa Meissna postavil Konrada I. Wettinskega in za mejnega grofa Lužice Alberta Medveda. Večkrat je nastopal v vlogi varuha deželnega miru. Podpiral je gradnjo gradov, gregorijanskih samostanov, razvoj mest in nastavljal škofe in nadškofe.
Ogorčenje cesarja Henrika V. nad tem početjem je bilo vse večje. Vojaški pohod proti Lotarju je imel že pripravljen, ko ga je prehitela smrt.

## Izvolitev za kralja
Henrik V. ni imel sina. Za svojega naslednika je določil nečaka Friderika II. Švabskega in ga zadolžil tudi za upravljanje salijskih in kraljevih posesti. Friderik je bil prepričan, da je glavni kandidat tudi za novega kralja. Vendar je cerkvena stran naredila vse, da je preprečila njegovo izvolitev.
Sprva so glavna plemena, Bavarci, Franki z Lotaringijci, Švabi in Sasi izbrali vsako svojega kandidata. Na zaključnih volitvah, sklicanih v Mainzu za 24. avgust 1125, so izbirali še med tremi kandidati. Prvi dan volitev je bil Friderik namenoma odsoten. Njegova protikandidata, saški vojvoda Lotar in avstrijski mejni grof Leopold III., sta na vprašanje vodje volitev, mainškega škofa Adalberta, ali bi bila v primeru neizvolitve pripravljena priznati izvoljenega kandidata za kralja, izjavila, da sta se kandidaturi pripravljena tudi odpovedati. Ko je drugi dan Friderik prišel, da ga izvolijo, in ga je Adalbert vprašal, ali je pripravljen odpovedati se nasledstvu svojih potomcev na kraljevem položaju (da bi tako omogočil ponovne svobodne volitve), se je želel, preden je odgovoril, posvetovati s svojim svetovalci; s tem je zapravil svoje možnosti. Po nekaj nadaljnjih zapletih in manevrih so knezi 1. ali 2. septembra soglasno izvolili za kralja Lotarja, pri čemer je bila odločilna podpora bavarskega vojvode Henrika IX., Črnega. Vse je izgledalo, da bodo pravico do volitev kralja tudi v bodoče knezi zadržali zase.
Dva dni kasneje je Lotar sprejemal poklonitev knezov. Poklonit se mu je prišel tudi Friderik II. 13. septembra so Lotarja v Aachnu kronali.

## Spor s Štaufovci
Še istega leta je prišlo do spora s Štaufovci, ki niso hoteli vrniti posesti, ki jim jih je Henrik V. pred smrtjo zaupal v upravljanje; to so bile kraljeve posesti in stare salijske posesti, ki bi jih bilo težko ločiti, saj so bile že dolgo skupaj upravljane. Štaufovci so jih imeli za svojo salijsko dediščino, Lotar pa je bil mišljenja, da so z izumrtjem salijske rodbine ne le kraljeve, ampak tudi alodialne rodbinske posesti pripadle kroni.
Na dvornem zboru v Regensburgu so kralj in knezi od Friderika II. in njegovega mlajšega brata Konrada zahtevali, da ozemlja vrneta. Ker tega nista storila, ju je kralj na državnem zboru v Strasbourgu izključil iz pravnega reda (izrekel jima je reichsacht) in jima januarja 1126 v Goslarju formalno napovedal vojno. Vendar je dal prednost vojnemu pohodu na Češko, da podpre svojega favorita Otona II. Moravskega v boju za češki prestol proti bratrancu Soběslavu. V spopadu pri kraju Chlumec u Chabařovic (18. februarja 1126) je Soběslav zmagal; Oton je v boju padel, Lotar pa je bil ujet. Preden ga je Soběslav izpustil, mu je moral Lotar dati v fevd češko vojvodino.
Poraz na Češkem je oslabil Lotarjev položaj na jugu kraljestva, a ga je brž popravil s poroko svoje edine hčere Gertrude s Henrikom Ponosnim, sinom bavarskega vojvode Henrika Črnega (poroka je bila po vsej verjetnosti dogovorjena že ob volitvah kralja, avgusta 1125). Pridobil pa si je tudi močno rodbino Zähringov tako, da je leta 1127 Konradu Zährinškemu prepustil urad kraljevega namestnika v kraljevini Burgundiji.
Prvi Lotarjev pohod proti Štaufovcem (jeseni 1126) na območju zgornjega Rena in Alzacije ni bil uspešen in tudi naslednje poletje ni uspel zavzeti Nürnberga, čeprav je imel na razpolago tudi bavarske in burgundske pomožne čete. Ta Lotarjev neuspeh je ohrabril Švabe in Franke, da so 18. decembra 1127 imenovali Friderikovega mlajšega brata Konrada za nemškega protikralja. Magdeburški in mainški nadškof sta takoj oba brata izobčila in Lotar je Konradu odvzel vse posesti in pravice na Frankovskem. Konrad je šel iskat podporo v Italijo, a jo je našel samo v Milanu, kjer ga je milanski škof, ki je bil v sporu s papežem, v Monzi 29. junija 1128 kronal z železno lombardsko krono. Konrad pa ni mogel priti do bogatih posesti Marije Toskanske ki jih je imel za salijsko dediščino. Spomladi 1130 se je vrnil v Nemčijo.
Decembra 1129 je Lotar vendarle uspel zavzeti Speyer in jeseni 1130 tudi Nürnberg. Štaufovci so se upirali le še na Švabskem.

## Prvi pohod v Italijo. Kronanje za cesarja
V začetku leta 1130 je po smrti papeža Honorija II. prišlo do ponovnega razkola v rimokatoliški cerkvi. Protipapež Anaklet II., ki se je obdržal v Rimu, si je zagotovil podporo sicilskega kralja Rogerija II., papež Inocenc II., ki se je zatekel na francoski dvor, pa priznanje s strani tedaj že zelo spoštovanega Bernarda iz Clairvauxa ter posledično francoskega kralja Ludvika VI. in angleškega kralja Henrika I. Oba papeža sta si prizadevala za Lotarjevo priznanje. Pod vplivom magdeburškega nadškofa Norberta in salzburškega nadškofa se je nemški episkopat nagibal na stran Inocenca II. Marca 1131 se je Lotar z njim srečal osebno in mu izrazil spoštovanje tako, da je nekaj časa vodil njegovega konja in mu pomagal razjahati. Kot nadomestilo pri pomoči za povratek v Rim in izgon protipapeža je Lotar najprej zahteval vrnitev pravic, ki jih je imel nemški kralj pred wormškim konkordatom; a so ga nemški prelati od te zahteve odvrnili in zadovoljil se je z obljubo cesarskega kronanja.
Vendar je moral Lotar odhod v Italijo odložiti za dobro leto. Januarja 1131 so umorili danskega kneza Knuda Lavarda, gospodarja dežele Wagrein (severni del Holsteina), ki je bil nemški vazal. Lotar se je poleti odpravil s 6.000 možmi proti Danski. Danski kralj Niels in njegov sin Magnus nista tvegala spopada in sta se brez boja podredila nemškemu kralju in plačala 4.000 mark odškodnine. Lotar je deželo Wagrein dal v fevd Adolfu Holsteinskemu. 
Spomladi leta 1132 je Lotar urejal še razmere v Lotaringiji, poleti pa se je podal skupaj s papežem Inocencom II. v Italijo z razmeroma majhno vojsko 1.500 jezdecev. V severni Italiji mu je odpor nudil edino Milano, ki je še vedno podpiral Konrada. Lotar se zaradi tega ni zadrževal in je konec aprila 1133 prispel pred Rim. Protipapež se je utrdil v Leonovem mestu in Lotar je uspel zavzeti le jugozahodni del mesta z Lateranom. Kljub številnim poskusom se je moral odreči tradicionalnemu kronanju v Petrovi cerkvi. Papež Inocenc II. je 4. junija 1133 na Lateranu kronal Lotarja in Richenzo za cesarja in cesarico Svetega rimskega cesarstva. Lotar je od papeža ponovno neuspešno zahteval pravico do postavljanja škofov; dosegel je le obnovitev koncesije (ki je veljala za Henrika V.), da mora bodoči škof dati kralju vazalsko prisego pred posvetitvijo. Magdeburški in bremenski nadškof sta dobila pravico misijonarjenja na vzhodu. Lotar pa je od papeža dobil v fevd nekdanje alodijalne posesti Matilde Toskanske. Fevd je nemudoma predal zetu Henriku Ponosnemu in se s tem izognil vazalni prisegi, ki bi jo moral dati papežu. Lotar je odklonil, da bi takoj vojaško posredoval proti Rogeriju II. V Nemčiji namreč še ni dokončal boja proti Štaufovcem, zato se je hitro vrnil domov. Že konec avgusta 1133 je protipapež Anaklet II. prisilil Inocenca II., da je zapustil Rim.

## Nadaljevanje boja s Štaufovci
Jeseni 1134 sta Lotar in bavarski vojvoda Henrik X. Ponosni nadaljevala boj s Štaufovci. Henrik je z juga prodrl do Ulma in ga zavzel, Lotar pa je dva meseca pustošil po Švabski in podiral gradove, dokler se Friderik I. ni predal. 18. marca se je na državnem zboru v Bambergu podredil cesarju, ta pa mu je dovolil, da je obdržal vojvodino Švabsko. Septembra 1135 se je Konrad v Mühlhausnu odpovedal kraljevemu naslovu.
Lotar je bil na višku svoje vladavine. Na državnem zboru v Merseburgu, avgusta 1135, mu je izrekel pokorščino poljski vojvoda Boleslav III. Zbora se je udeležil tudi češki vojvoda Soběslav. Prišli so tudi odposlanci bizantinskega cesarja Ivana II. Komena, ki so želeli skleniti zavezništvo v boju proti normanskemu vladarju Rogeriju II. Ta se je pustil od Anakleta II. kronati za kralja Sicilije in zavzel vso južno Italijo. V Italijo je cesarja klical tudi papež Inocenc II. in zahteval pomoč.

## Drugi pohod v Italijo
Po obsežnih pripravah se je Lotar avgusta 1136 drugič odpravil v Italijo, tokrat z veliko in dobro oboroženo vojsko. V začetku novembra je na roncaglijskih poljanah (pri Piacenzi) organiziral državni zbor. Tokrat mu Milano ni nasprotoval. Na njegovi strani so bile tudi Benetke. Cremono, Pavio, Torino vse do Alp, si je podvrgel s silo. Pozimi 1136/37 je zavzel Emilijo. Vojsko je razdelil na dva dela. Enega je preko Toskane in mimo Rima vodil bavarski vojvoda Henrik X. Ponosni, ki je sam v Italijo pripeljal 1500 jezdecev. Drugega je vodil Lotar ob jadranski obali. Lotar je prekoračil mejo Rogerijeve zasedbe, zavzel Siponto in Monte Gargano. Benška mornarica je njegovo napredovanje podpirala z morja. Mesto Trani se je prostovoljno predalo. Konec maja 1137 sta se Lotarjeva in Henrikova vojska pred Barijem združili. V drugi polovici junija je padla tudi barska trdnjava. Lotar je nato zavil v notranjost dežele, zavzel Melfi in zaradi vročine za daljši čas prestavil tabor ob nekdanje (danes izsušeno) jezero Pensilis , kjer ga je obiskala druga delegacija iz Bizanca. Rogerij je ponudil pogajanja, a papež je zahteval nadaljevanje bojev. 
Boji z Rogerijem so potekali tudi na tirenski obali. Mornarica Pise je zavzela Amalfi in odplula proti Salernu, kjer je imel Rogerij celinsko prestolnico. Henrik Ponosni je Salerno oblegal s kopnega. V začetku avgusta, ko je tja prispela tudi Lotarjeva vojska, se je mesto predalo. Rogerij se je umaknil na Sicilijo.
Zaradi težav dolgega trajanja pohoda in vročine se je v vojski pojavljalo nezadovoljstvo. Lotar je za vojvodo Apulije imenoval amalfijskega grofa Rainulfa in se je odpravil domov.
Vojska je preko Beneventa, Monte Cassina, kjer je cesar postavi za opata Wibalda iz Stabla, konec septembra prispela v Tivoli. Mimo Rima, kjer je še vedno gospodoval Anaklet II., je prispela do opatije Farfa (danes v Fara in Sabina), kjer se je Inocenc II. poslovil od cesarja. Konec oktobra je vojska prispela v Bologno. Lotar je Henriku Ponosnemu dal v fevd mejno grofijo Toskano.
Med tem je Rogerij ponovo pristal na celini in premagal Rainulfa. Wibald je moral na začetku oktobra zbežati iz Monte Cassina. A to cesarja ni zadržalo. Že dalj časa se je čutil bolnega in želel je čim prej priti domov. 11. novembra je bil v Trentu. Konec novembra so ga prepeljali preko Brennerja. Bili so že na cesti proti Augsburgu, ko je 4. decembra 1137 v vasi Breitenwang umrl. Pred smrtjo je vojvodino Saško podelil zetu, bavarskemu vojvodi Henriku X. Ponosnemu. Žena Richenza je njegovo truplo prepeljala na Saško in ga pokopala v samostanski cerkvi v Königsluttru ob Elmi.

## Zaključek
Lotarjevo delovanje v Italiji ni prineslo trajnih dosežkov. Drugače je bilo na severu in vzhodu kraljestva, kjer so njegovi posegi imeli daljnosežne posledice. S širjenjem kraljestva proti severu in vzhodu se je nadaljevala kolonizacija slovanskih ozemelj, ki je bila prekinjena z vstajo Slovanov leta 983. Iz mejnih grofij Meissen in Lužica, ki jih je Lotar dal v fevd Konradu I. Wettinskemu, se je kasneje razvila vladavina Wettincev, iz Severne marke, ki jo je podelil askanijskemu grofu Albertu Medvedu, pa mejna grofija Brandenburg.
Vzporedno z osvajanjem ozemelj se je nadaljevalo pokristjanjevanje. Lotar je podpiral misijonarsko delo magdeburškega nadškofa Norberta (†1134) , babenberškega škofa Otona (†1139), ki je pokristjanjeval na Pomorjanskem, in oldenburškega škofa Vicelina (†1154) v Holsteinu. Leta 1134 je v Chemnizu ustanovil benediktinski samostan.
Lotar je bil hraber in pobožen mož, ki je bil prepričan, da je skrb za pravičnost glavna naloga cesarja. Cerkveno političnim sporom ni posvečal veliko energije. Po razprtijah med cesarstvom in papeštvom v prejšnjih obdobjih je cesarstvu vrnil ugled.
Lotar ni imel moškega potomca. Predstavljal si je, da ga bo nasledil zet, bavarski vojvoda Henrik X. Ponosni, kateremu je v Italiji dodelil še mejno grofijo Toskano in pred smrtjo vojvodino Saško in ki je imel tudi pravico upravljati z dediščino Matilde Toskanske. Vendar je pred datumom, razpisanim za volitve, del plemstva izvolil štaufovskega tekmeca Konrada, ki si je kmalu za tem pridobil priznanje večine nemških knezov in postal nemški kralj Konrad III.

## Družina
Lotar je bil poročen z Richenzo († 1141), hčerko Henrika Northeimskega, Debelega († 1101). Imela sta samo eno hčer:
- Gertruda (Jera, 1115–1143) ∞ 1) bavarski vojvoda Henrik X. Ponosni 2) bavarski (kasneje avstrijski) vojvoda Henrik Jasomirgott.